# Rocznik Biblioteki Polskiej Akademii Nauk w Krakowie
Rocznik Biblioteki Polskiej Akademii Nauk w Krakowie – czasopismo ukazujące się od 1957 (druk pierwszego rocznika za rok 1955) do 1999 roku. Wydawcą była Biblioteka Polskiej Akademii Nauk w Krakowie. W piśmie były publikowane rozprawy artykuły naukowe z zakresu historii, bibliotekoznawstwa. Przewodniczącymi komitetu redakcyjnego byli: Jan Dąbrowski (1955-1959), Kazimierz Piwarski (1960-1967), Zbigniew Jabłoński (1968-1985), Krystyna Stachowska (1986-1996), od 1997 r. Karolina Grodziska. W 2000 r. (t. 45) pismo zostało zastąpione przez Rocznik Biblioteki Naukowej PAU i PAN w Krakowie.